# Bucrane
 (août 2024).
Un bucrane (sans accent circonflexe) désigne un ornement gravé, un mufle représentant le crâne d'un bœuf dont les cornes sont enguirlandées de feuillages. Si on retrouve le bucrane comme ornement de frises dans les ordres grecs, il constitue un des ornements canoniques de l’ordre dorique depuis la Renaissance et est placé ordinairement dans les métopes, ou intervalles qui séparent deux triglyphes. Sa signification est censée rappeler les victimes offertes en sacrifice aux dieux. Il était encore beaucoup utilisé à la Renaissance.

## Origines

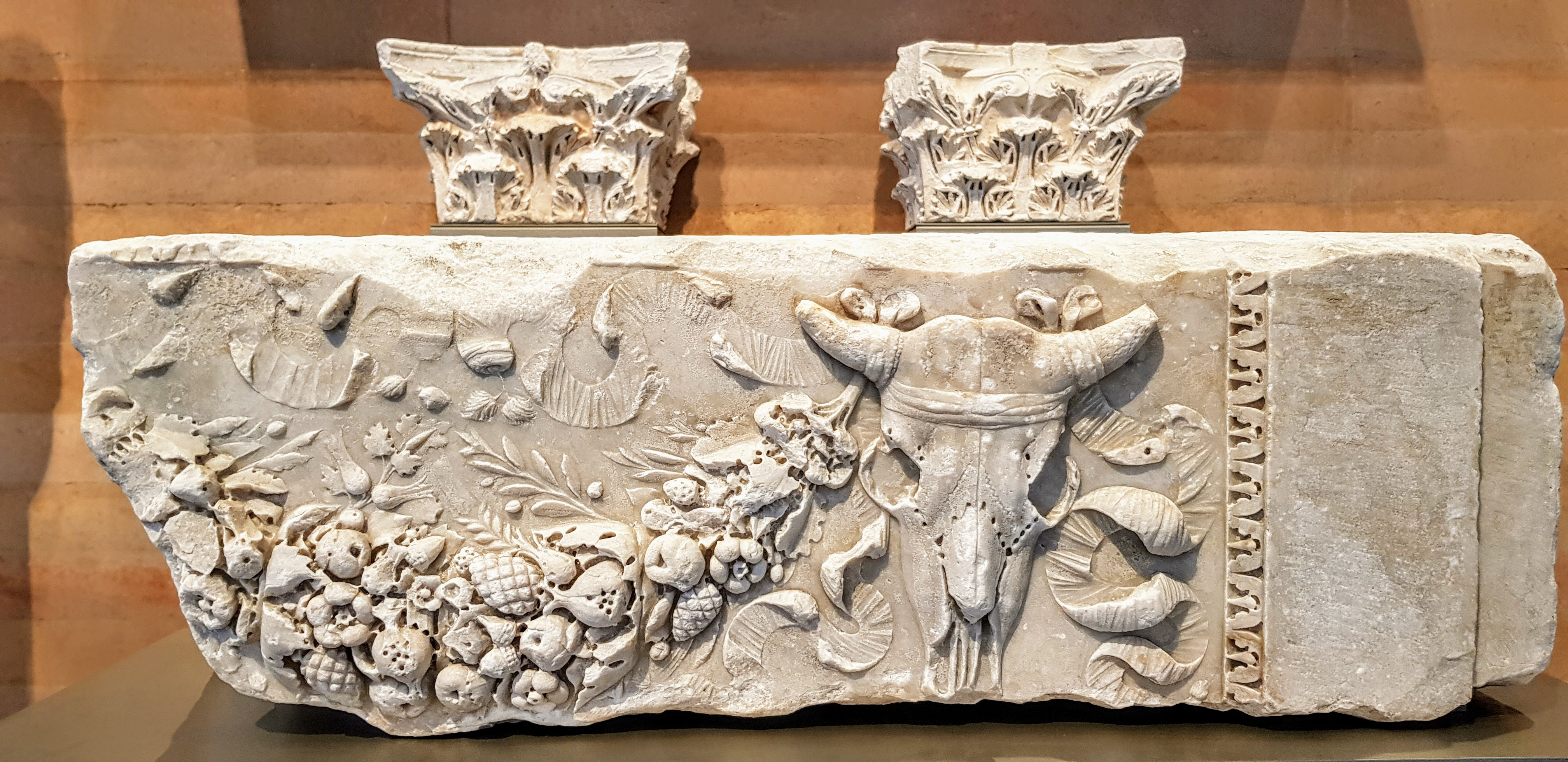
Frise aux bucranes, Narbo Via.

Les bucranes apparaissent comme ornements architecturaux dès la fin de la Préhistoire. Ainsi, plusieurs sont sculptés sur des piliers du site de Göbekli Tepe en Turquie au IXe millénaire av. J.-C. Ils sont particulièrement abondants dans le site turc de Çatal Höyük à partir du milieu du VIIIe millénaire av. J.-C. : dans ce village, ce sont des crânes d'aurochs qui sont intégrés à l'architecture (banquettes, reliefs sur les murs).
Dans l'architecture grecque, les bucranes apparaissent à l'époque hellénistique (propylées de Samothrace, vers 275 av. J.-C.) puis se répandent très vite comme motifs de frise ionique, souvent en rapport direct avec les sacrifices (sur les autels par exemple). Il arrive que le motif représenté ne soit pas le crâne proprement dit mais le décor appliqué sur le museau de la bête sacrifiée. Les bucranes sont le plus souvent reliés par des guirlandes, quelquefois en alternance avec d'autres motifs (rosettes), pour former un décor continu faisant le tour de l'édifice.
À Rome, le bucrane se retrouve déjà sur les mausolées patriciens de l'époque républicaine (tombeau de Cecilia Metella) et reste en usage jusqu'à l'époque d'Hadrien. Selon F. Lemerle, il rappelle le sacrifice traditionnel (suovetaurile) qui accompagne les obsèques.
À la Renaissance, ce motif commence à être utilisé par Michele Sanmicheli (Porta Nuova de Vérone, 1535) et par Philibert Delorme (hôtel de Bullioud, Lyon, 1536). C'est Giovanni Giocondo (1511), et après lui Serlio et Vignole qui, dans leurs commentaires-traductions du De architectura de Vitruve, associent le bucrane à l'ordre dorique.

## Galerie

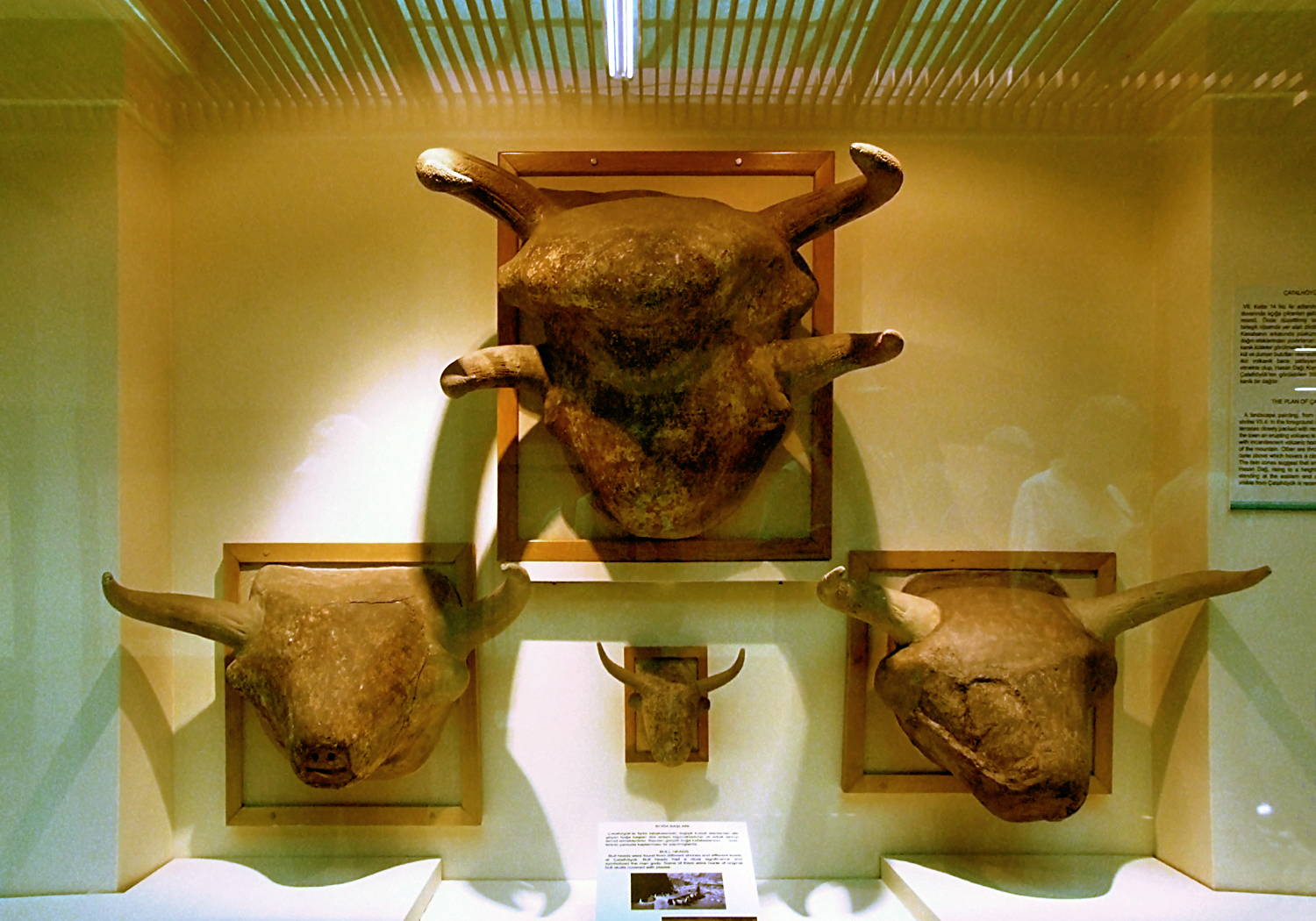
Bucranes de Çatal Höyük, Musée des civilisations anatoliennes (Ankara).
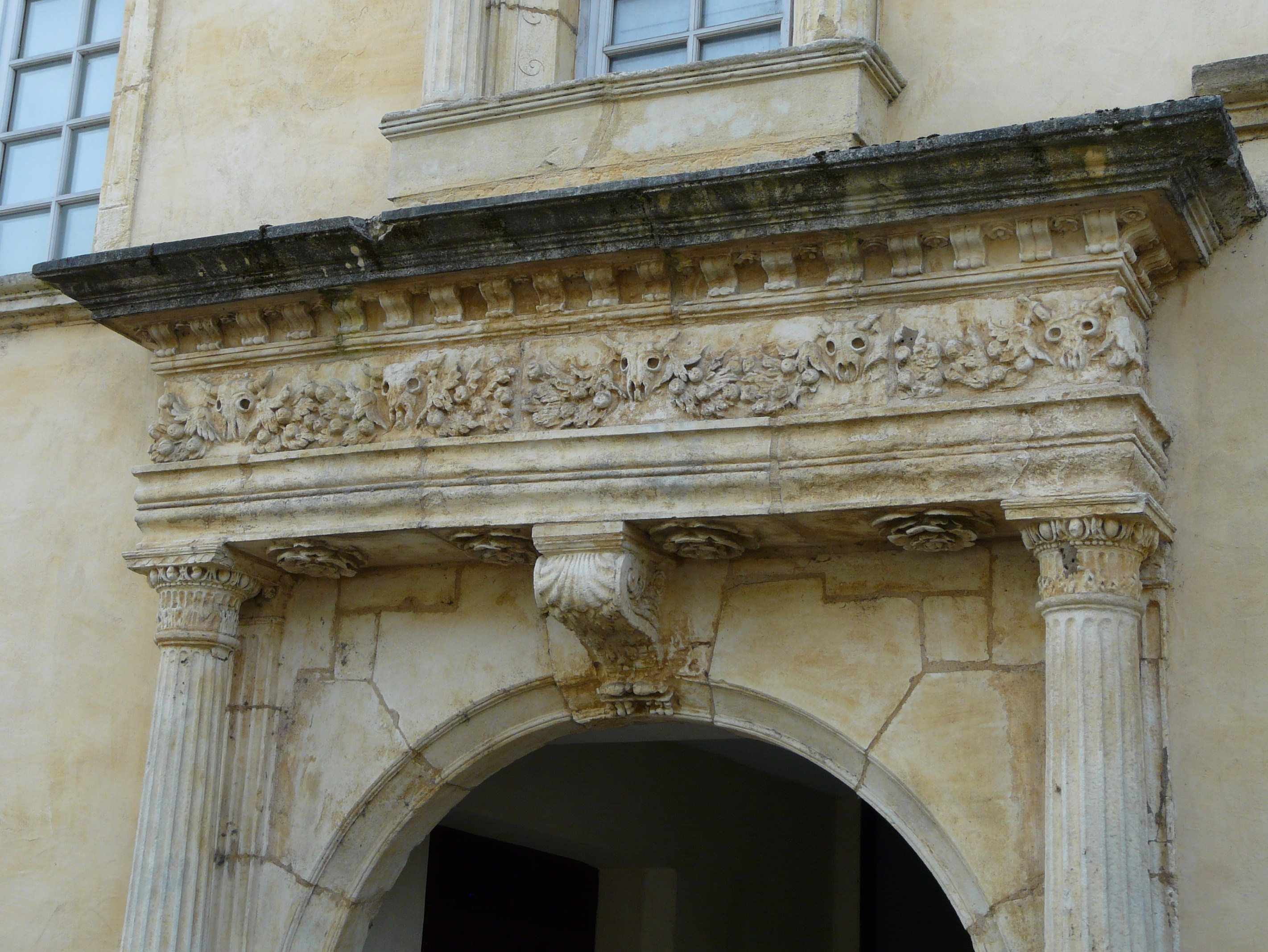
Linteau sculpté de cinq bucranes, institution Sévigné, à Beaulieu-sur-Dordogne.
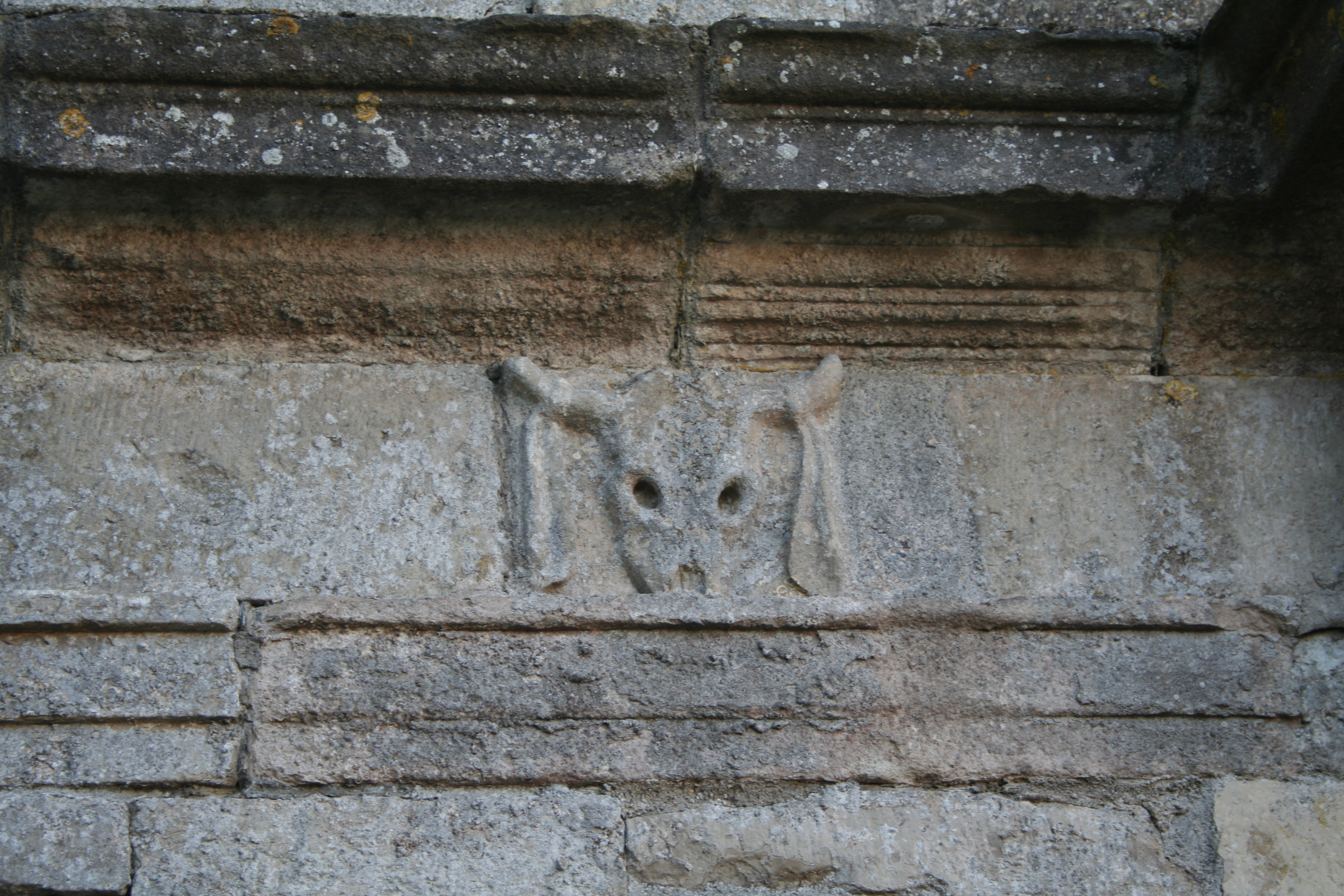
Un bucrane au château de Sévérac.
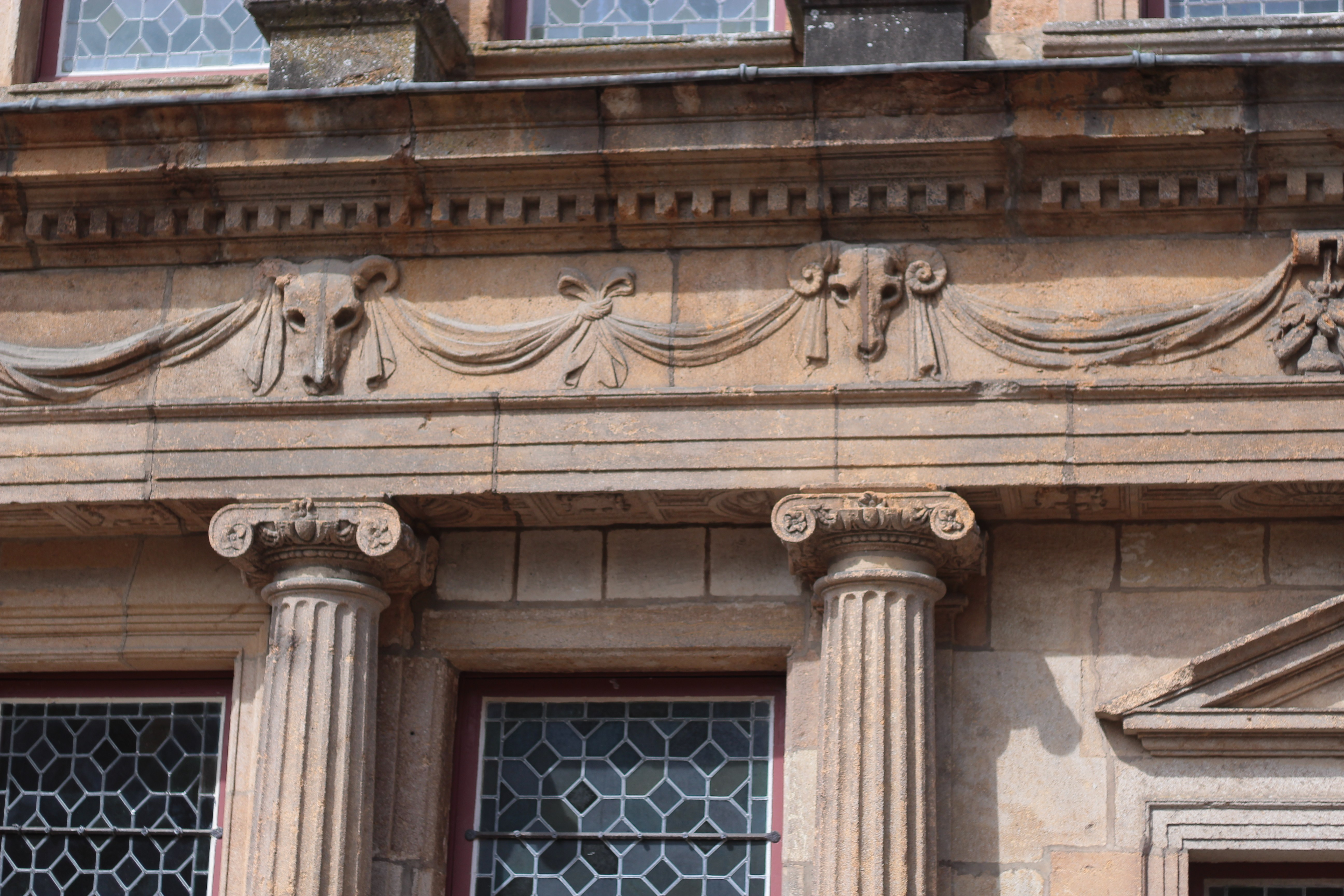
Frise de bucranes sur la façade la Maison Renaissance à Langres.